# Stefan Kaltschütz
Stefan Kaltschütz (Klagenfurt, 12 de enero de 1978) es un deportista austríaco que compitió en snowboard, especialista en las pruebas de eslalon.
Ganó tres medallas en el Campeonato Mundial de Snowboard entre los años 1999 y 2001.

## Medallero internacional
| Campeonato Mundial | Campeonato Mundial            | Campeonato Mundial | Campeonato Mundial       |
| Año                | Lugar                         | Medalla            | Competición              |
| ------------------ | ----------------------------- | ------------------ | ------------------------ |
| 1999               | Berchtesgaden (Alemania)      | Medalla de plata   | Eslalon gigante paralelo |
| 1999               | Berchtesgaden (Alemania)      | Medalla de bronce  | Eslalon gigante          |
| 2001               | Madonna di Campiglio (Italia) | Medalla de bronce  | Eslalon paralelo         |